# Неуловимый (эсминец)
Эскадренный миноносец «Неуловимый» — третий корабль проекта 56-М, также известного как тип «Бедовый» (код НАТО — «Kildin»), построенный для Советского Военно-Морского Флота в 1950-х годах. Впоследствии был модернизирован по проекту 56-У.

## История
29 апреля 1954 года ЭМ «Неуловимый» был зачислен в списки кораблей ВМФ, и 23 февраля 1957 года, под заводским номером 743, заложен на Ленинградском заводе им. Жданова по проекту 56. Там же был достроен по проекту 56-М (заводской номер 765) и 27 февраля 1958 года спущен на воду. В том же году, 30 декабря, «Неуловимый» вступил в строй.
8 марта 1960 года он был включен в состав Краснознамёенного Балтийского флота (КБФ). 
19 мая 1966 года ЭМ «Неуловимый» был переклассификации в Большой ракетный корабль (БРК), 26 января 1973 года — в Большой противолодочный корабль (БПК), и 3 августа 1977 года снова возвращен в класс БРК. 
В 1969 году БРК «Неуловимый» осуществил миссию к побережью Африки, где нанёс в феврале визит в Конакри (Гвинея), и в марте — в Лагос (Нигерия). После возвращения, 7 апреля 1969 года «Неуловимый» был причислен к Краснознамённому Черноморскому флоту (КЧФ). 
В период с 2 декабря 1971 года по 4 октября 1972 года — модернизирован на «Севморзаводе» (Севастополь) по проекту 56-У.
6 июня 1974 года «Неуловимый» был выведен из боевого состава, законсервирован и поставлен в Севастополе на отстой, но через восемь лет, 18 марта 1982 года, расконсервирован и вновь введен в строй. 
15 мая — 13 июня 1984 года принимал участие в учениях «Океан-84», проходивших в Средиземном море (тема учений: «Разгром АМГ противника ОС РУС во взаимодействии с МРА ВВС ЧФ»). В учениях так же принимали участие КРУ «Жданов», БПК «Комсомолец Украины», «Сдержанный», «Стройный», «Удалой», эсминцы «Находчивый», «Сознательный», БРК «Бедовый», СКР «Сильный», «Дружный», «Волк», малые ракетные корабли (МРК) «Зарница», ПЛ К-298, разведывательный корабль «Кильдин», танкер «Десна» и др.
19 апреля 1990 года «Неуловимый» был разоружён и исключён из состава ВМФ в связи с передачей в ОФИ для демонтажа и реализации. 11 февраля 1991 года расформирован и впоследствии продан частной итальянской фирме для разделки на металл.

## Вооружение
Согласно проекту 56-М, на «Неуловимом» стояли:
- Пусковая установка СМ-59, для пуска 8 ракет КСЩ (Корабельный снаряд «Щука»), с системой управления СУ «Кипарис-56М»;
- Четыре четырёхствольных 57-мм автомата ЗИФ-75;
- Два двутрубных 533-мм торпедных аппарата (ТА);
- Две реактивные бомбомётные установки РБУ-2500 (под РГБ-25 снаряд; 128 шт.).

После модернизации по проекту 56-У, признанный устаревшим комплекс КСЩ, был заменён на две автоматические 76-мм установки АК-276 и четыре Противокорабельных ракетных комплекса (ПКРК) для П-15М «Термит» (код НАТО — SS-N-2 Styx).